# Branislav Šimončík
Branislav Šimončík (* 3. června 1977, Bratislava) je slovenský módní fotograf, žijící mezi Bratislavou, Lisabonem a New Yorkem.

## Životopis
Svou kariéru fotografa začal jako dokumentární fotograf. Za svou sérii fotografii kubánských boxerů z Guantánana získal ocenění Fuji Press Photo, avšak velmi brzy přesedlal na módní a portrétní fotografii.
Jeho módní editoriály a umělecké projekty se objevují v magazínech po celém světě. Začínal v lifestylovém magazínu EMMA, kde fotí od 2006 dodnes, od roku 2008 spolupracuje s ELLE Czech a VOGUE Portugal, GQ Portugal, kde působí na pozici director of photography. Jeho projekty a módní editorialy jsou publikovány v magazínech L'Officiel Spain, VOGUE Mexico, ELLE Vietnam, ELLE Croatia, ELLE Belgium, Harper Bazaar, Marie Claire, Blue Paper magazine, Encens magazine a dalších.
Šimončíkův fotoaparát zachytil topmodelky jako Carmen Kass, Winnie Harlow, Alessandra Ambrosio, Barbara Palvin, Karolína Kurková, Andreja Pejić, Izabel Goulart, Eva Herzigová, Kinga Rajzak, Bianca Brandolini atd, ale i řadu herců, jako například: Luke Evans, Jeremy Renner atd.
Šimončíkova tvorba je často angažována, svou prací zaostřuje na různé společenské problematiky. Spolu se Sofií Lucas, José Santanou u Columbia a Janem Králíčkem stál za projektem A Step for Equality (Um Passo Pela Igualdade), který vyústil do knihy se stejnojmenným názvem a vernisáží, která zaznamenala v Portugalsku, kde Šimončík žije, mimořádnou odezvu. Výstava jeho fotografií se konala v Berardo Collection Museum v Lisabonu. Od května 2017 je ambasadorem společnosti Nikon.
Je ženatý se spisovatelkou Tamarou Šimončíkovou Heribanovou, se kterou mají dceru Emílii.